# Hoya-Gonzalo
Hoya-Gonzalo é um município da Espanha na província de Albacete, comunidade autónoma de Castilla-La Mancha, de área 114,57 km² com população de 787 habitantes (2007) e densidade populacional de 7,60 hab/km².

## Demografia
| Variação demográfica do município entre 1991 e 2004 | Variação demográfica do município entre 1991 e 2004 | Variação demográfica do município entre 1991 e 2004 | Variação demográfica do município entre 1991 e 2004 |
| --------------------------------------------------- | --------------------------------------------------- | --------------------------------------------------- | --------------------------------------------------- |
| 1991                                                | 1996                                                | 2001                                                | 2004                                                |
| 740                                                 | 770                                                 | 765                                                 | 871                                                 |